# Судзуки, Юма
Юма Судзуки (яп. 鈴木 優磨; род. 26 апреля 1996, Тёси, Тиба) — японский футболист, нападающий клуба «Касима Антлерс».

## Карьера

### «Касима Антлерс»

#### Начало карьеры
Воспитанник футбольной академии японского клуба «Касима Антлерс», к которому присоединился к возрасте 7 лет. В 2009 году футболист был переведён в юношеский состав клуба, а начиная с 2012 года стал выступать за молодёжную команду. В 2014 году вместе с молодёжной командой стал победителем молодёжного чемпионата. В начале 2015 года футболист был переведён в основную команду клуба и на правах арендного соглашения отправился выступать в сборную Джей-лиги до 22 лет, где футболист за первую половину сезона успел отличился 3 забитыми голами и 2 результативными передачами в рамках Третьего дивизиона. В июле 2015 года футболист стал подтягиваться к играм с основной командой «Касима Антлерс». Дебютировал за клуб 12 сентября 2015 года в матче против клуба «Гамба Осака», выйдя на замену на 74 минуте и отличившись под конец основного времени дебютным забитым голом. Затем футболист быстро смог закрепиться в основной команде клуба, выходя на поле со скамейки запасных. Вместе с клубом стал обладателем Кубка Джей-лиги, где в финале 31 октября 2015 года победили клуб «Гамба Осака». По итогу своего дебютного сезона футболист закончил чемпионат на итоговом пятом месте, отличившись за клуб 2 забитыми голами.

#### Сезон 2016
Новый сезон за клуб футболист начал с матча 28 февраля 2016 года против клуба «Гамба Осака», выйдя на замену на 69 минуте и отличившись первым в сезоне забитым голом. На протяжении всего сезона футболист продолжал выступать в клубе преимущественно выходя на поле со скамейки запасных. Вместе с клубом принял участие в финале 10 августа 2016 года за Кубок обладателей Кубка Джей-лиги и Южноамериканского кубка против колумбийского клуба «Индепендьенте Санта-Фе», которому уступили с минимальным счётом. По итогу сезона футболист вместе с клубом вышел в финал чемпионата, где по сумме матчей победили клуб «Урава Ред Даймондс», в итогу став чемпионами. В декабре 2017 года футболист вместе с клубом отправился на Клубный чемпионат мира. На турнире футболист вместе с клубом дошёл до финала, где 18 декабря 2016 года в добавочное время уступил титул испанскому «Реал Мадриду». Затем футболист также стал обладателем Кубка Императора, где в финале 1 января 2017 года победили клуб «Кавасаки Фронтале». Всего за сезон футболист отличился 11 забитыми голами и 6 результативными передачами во всех турнирах. 

#### Сезон 2017
Следующий сезон футболист начал 18 февраля 2017 года с победы за Суперкубок Японии против клуба «Урава Ред Даймондс», где футболист забил победный гол. Затем футболист вместе с клубом отправился на матчи Лига чемпионов АФК. Дебютный матч на турнире сыграл 21 февраля 2017 года против южнокорейского клуба «Ульсан Хёндэ», выйдя на поле в стартовом составе и отличившись забитым голом. Первый матч в чемпионате сыграл 25 февраля 2017 года против столичного «Токио». Первым забитым голом в чемпионате футболист отличился 10 марта 2017 года в матче против клуба «Иокогама Ф. Маринос». Первым забитым дублем футболист отличился 10 мая 2017 года в матче Лиги чемпионов АФК против таиландского клуба «Муангтонг Юнайтед». По итогу группового этапа азиатского турнира футболист вместе с клубом вышел с первого места в раунд плей-офф, где по сумме матчей в 1/8 финала уступил китайскому клубу «Гуанчжоу» по правилу выездного гола. Очередным дублем за клуб футболист отличился 3 сентября 2017 года в матче Кубка Джей-лиги против клуба «Вегалта Сэндай». На протяжении всего сезона футболист оставался в клубе преимущественно игроком замены, став по итогу серебряным призёром чемпионата. Всего же за сезон футболист отличился 15 забитыми голами и результативной передачей.

#### Сезон 2018
В феврале 2018 года футболист вместе с клубом отправился на матчи Лига чемпионов АФК. Первый матч футболист сыграл 14 февраля 2018 года против китайского клуба «Шанхай Шэньхуа», выйдя на поле в стартовом составе и отличившись результативной передачей. Первый матч в чемпионате сыграл 25 февраля 2018 года в матче против клуба «Симидзу С-Палс». Первым забитым голо в сезоне футболист отличился 3 апреля 2018 года в ответном матче группового этапа Лига чемпионов АФК против китайского клуба «Шанхай Шэньхуа». В следующем матче 7 апреля 2018 года футболист забил свой первый гол в чемпионате против клуба «Сёнан Бельмаре». По итогу группового этапа Лига чемпионов АФК футболист вместе с клубом вышел в раунд плей-офф со второго места. В матче 6 июня 2018 года в рамках Кубка Императора против клуба «Хонда» отличился дублями из забитых голов и результативных передач. Очередным дублем за клуб футболист отличился 11 июля 2018 года также в матче Кубка Императора против клуба «Матида Зельвия». В матче 22 июля 2018 года против клуба «Касива Рейсол» футболист отличился ещё одним забитым дублем. Вместе с клубом футболист вышел в финал Лиги чемпионов АФК, где по ходу раунда плей-офф победил такие клубы как китайские «Шанхай Порт» и «Тяньцзинь Тяньхай», а также в полуфинальных матчах южнокорейский клуб «Сувон Самсунг Блюуингз». По итогу финальных матчей Лиги чемпионов АФК футболист вместе с клубом победил иранский «Персеполис» и стал впервые стал победителем турнира в истории клуба. По итогу сезона футболист также стал бронзовым призёром чемпионата.

### «Сент-Трюйден»
В начале 2019 года футболист выбыл из распоряжения японского клуба из-за травмы. В июле 2019 года футболист перешёл в бельгийский клуб «Сент-Трюйден». Дебютировал за клуб 31 августа 2019 года в матче против клуба «Эйпен», выйдя на замену на 84 минуте. Дебютным забитым голом за клуб футболист отличился 21 сентября 2019 года в матче против клуба «Шарлеруа». Затем футболист смог быстро закрепиться в основной команде клуба, став ключевым нападающий. По итогу сезона футболист отличился 7 забитыми голами в рамках бельгийского чемпионата.
Новый сезон за клуб футболист начал с матча 9 августа 2020 года против «Гента», выйдя на поле в стартовом составе и отличившись первым в сезоне забитым голом. В матче 17 января 2021 года против клуба «Ауд-Хеверле Лёвен» отличился забитым дублем. В следующем матче 20 января 2021 года против «Кортрейка» футболист отличился ещё одним забитым дублем. Очередным забитым дублем за клуб футболист отличился 6 апреля 2021 года в матче против клуба «Васланд-Беверен». По итогу сезона футболист стал лучшим бомбардиром клуба с 17 забитыми голами.
В начале следующего сезона футболист вернулся в распоряжение основной команды клуба лишь в сентябре 2021 года. Первый матч в новом сезоне сыграл 13 сентября 2021 года против клуба «Беерсхот», выйдя на поле в стартов составе. В следующем матче 19 сентября 2021 года против «Генка» футболист отличился первым в сезоне забитым голом. За первую половину сезона футболист отличился 2 забитым голами и 2 результативными передачами в рамках бельгийского чемпионата, оставаясь одним из ключевых игроков клуба. 

### «Касима Антлерс»
В январе 2022 года футболист вернулся в японский клуб «Касима Антлерс». Сумма трансфера составила порядка 2 миллионов евро. Первый матч за клуб футболист сыграл 19 февраля 2022 года против клуба «Гамба Осака», выйдя на поле в стартовом составе и отличившись первым в сезоне забитым голом. С апреля 2022 года футболист стал исполнять роль капитана клуба. В матче 14 мая 2022 года против клуба «Хоккайдо Консадоле Саппоро» футболист отличился забитым дублем. По итогу сезона футболист вместе с клубом занял итоговое четвёртое место в чемпионате, отличившись за сезон 11 забитыми голами и 10 результативными передачами.
Новый сезон за клуб футболист начал с матча 18 февраля 2023 года против клуба «Киото Санга», выйдя на поле в стартовом составе и отличившись первой в сезоне результативной передачей. Первым в сезоне забитым голом за клуб футболист отличился 4 марта 2023 года против клуба «Иокогама». На протяжении всего сезона футболист оставался в клубе на лидирующих позициях, отличившись 14 забитыми голами и 5 результативными передачами во всех турнирах. По итогу сезона футболист вместе с клубом завершил чемпионат на итоговом пятом месте.
Следующий сезон футболист начал 23 февраля 2024 года с матча против клуба «Нагоя Грампус», выйдя на замену на 69 минуте.

## Международная карьера
В ноябре 2018 года футболист получил вызов в национальную сборную Японии. Однако футболист вскоре был исключён из заявки сборной из-за полученной травмы.

## Достижения
Клубные
«Касима Антлерс»
- Обладатель Кубка Джей-лиги: 2015
- Чемпион Японии: 2016
- Обладатель Кубка Императора: 2016
- Обладатель Суперкубка Японии: 2017
- Победитель Лиги чемпионов АФК: 2018
- Серебряный призёр Клубного чемпионата мира: 2016

Индивидуальные
- Лучший игрок Лиги чемпионов АФК: 2018